# Agalliopsis dubiosa
Agalliopsis dubiosa är en insektsart som beskrevs av Paul W. Oman 1933. Agalliopsis dubiosa ingår i släktet Agalliopsis och familjen dvärgstritar. Inga underarter finns listade i Catalogue of Life.